# Puente Robert F. Kennedy

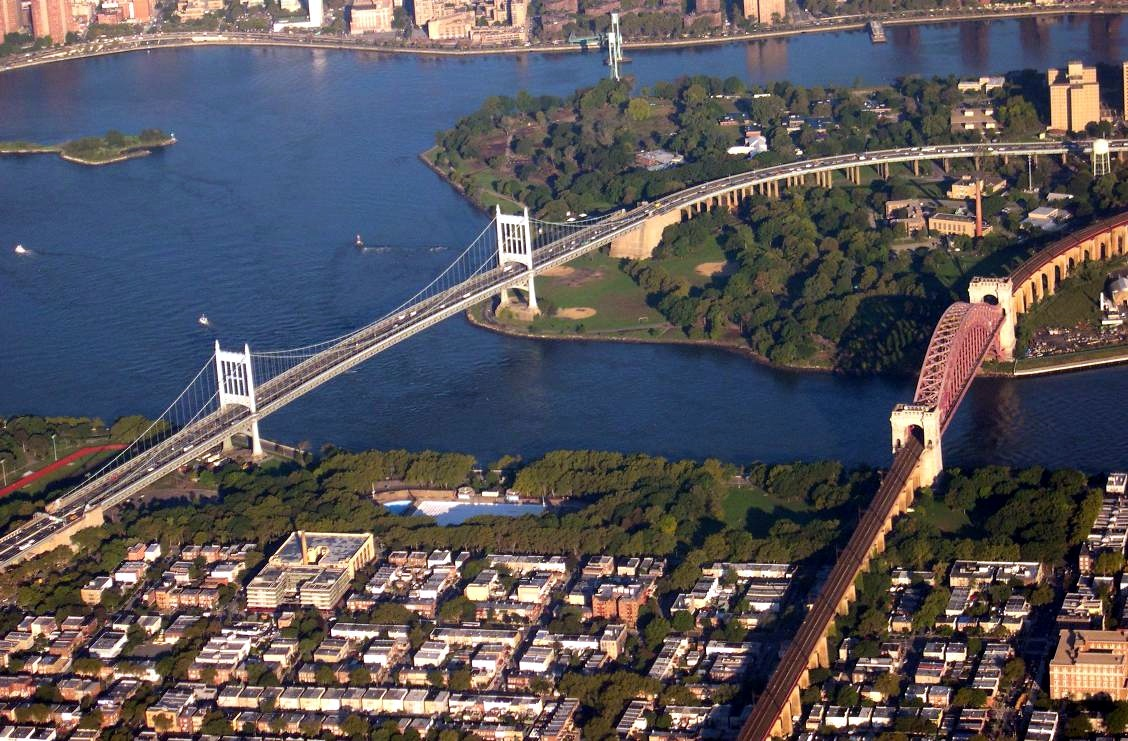
El puente de Triborough a la izquierda y el Puente de Hell Gate a la derecha, la isla de Ward's Island.

El puente de Robert F. Kennedy (conocido anteriormente como Triborough Bridge) es un complejo compuesto de tres puentes que conectan los tres boroughs de Manhattan, Queens y el Bronx en Nueva York. El Puente de Robert F. Kennedy atraviesa dos islas, primero Ward's Island y después Randall's Island de sur a norte, que sirven de intermediarios sobre el agua entre los tres grandes distritos. Los tres puentes salvan el Hell Gate, el río Harlem y el estrecho del Bronx Kill. El complejo es administrado por la Triborough Bridge and Tunnel Authority, una filial de la Metropolitan Transportation Authority. Los tres puentes que componen el Robert F. Kennedy Bridge son de estructuras y longitudes diferentes: el más largo es el East River Suspension Bridge, puente colgante de 847 metros de largo, seguido del Bronx Kills Crossing de 488 m; el tercero es el Harlem River lift bridge. 
La construcción del complejo empezó en 1930, pero fue rápidamente interrumpida a consecuencia de la Gran depresión. Gracias a los fondos desbloqueados por el New Deal, los trabajos se recuperaron bajo la dirección de Robert Moses a mediados de los años 1930, y el puente se abrió a la circulación el 11 de julio de 1936. Los costes de los trabajos superaron los de la presa Hoover, construida en 1935. El hormigón utilizado en la construcción provenía de fábricas situadas en Maine y en Misisipi, mientras que la fabricación de las cajones donde el hormigón fue colado requirió la tala de todo un bosque en Oregón.
Después de los atentados del 11 de septiembre de 2001, las autoridades han prohibido tomar fotografías o vídeos de la estructura, por miedo a que grupos terroristas los puedan estudiar para preparar un nuevo atentado contra la ciudad.  